# Marius Bear
Marius Hügli, mest känd som Marius Bear, född 21 april 1993 i Schlatt-Haslen, är en sångare som representerade Schweiz i Eurovision Song Contest 2022 i Turin. Bidraget tog sig från semifinal 1 till stora finalen, där det slutade på sjuttonde plats.